# کلایو واکر
 کلایو واکر  (به انگلیسی: Clive Walker) (زاده ۲۶ مه ۱۹۵۷ - آکسفورد) بازیکن سابق فوتبال انگلیس، چلسی و فولهام است.واکر ۸ فصل برای تیم چلسی بازی کرده‌است.